# Domino's Pizza
Domino's Pizza, brandirana kao Domino's, je američki multinacionalni lanac pizza restorana osnovan 1960. Korporacija ima sjedište u Delawareu a sjedište joj je u Domino's Farms Office Park u Ann Arboru u Michiganu .

## Povijest

### 1960-ih – 2010-ih
Godine 1960. Tom Monaghan i njegov brat James preuzeli su opravljanje DomiNicka, postojećeg mjesta malog lanca pizzerija koji je bio u vlasništvu Dominicka DeVartija, u ulici 507 Cross Street (danas 301 West Cross Street) u Ypsilantiju, Michigan, blizini Sveučilišta Eastern Michigan. Posao je osiguran pologom od 500 američkih dolara, a zatim su braća posudila 900 američkih dolara kako bi platili za trgovinu. Braća su planirala ravnomjerno podijeliti radno vrijeme, ali James nije želio napustiti posao stalnog poštara da bi išao u korak sa zahtjevima novog posla. Nakon osam mjeseci James je polovicu tvrtke preuzeo od Toma u zamjenu za Volkswagen Bubu koju su koristili za dostavu pizze.
Do 1965. Tom Monaghan kupio je dvije dodatne pizzerije; pa je imao ukupno tri lokacije u istoj županiji. Monaghan je želio da trgovine dijele isto brendiranje, ali izvorni vlasnik zabranio mu je upotrebu imena DomiNick. Jednog dana, zaposlenik Jim Kennedy vratio se s dostave pizze i predložio ime "Domino's". Monaghan se odmah svidio toj ideji i 1965. službeno preimenovao tvrtku u Domino's Pizza, Inc.
Logotip tvrtke izvorno je imao tri točke, predstavljajući tri trgovine 1965. godine. Monaghan je planirao dodati novu točku uz dodavanje svake nove trgovine, ali ta je ideja brzo napuštena, jer je Domino doživio brzi rast. Domino's Pizza otvorila je svoju prvu franšiznu lokaciju 1967. godine a do 1978. godine tvrtka se proširila na 200 trgovina. Godine 1975. Domino se suočio s tužbom tvrtke Amstar Corporation, proizvođača Domino Sugar, zbog kršenja zaštitnih znakova i nelojalne konkurencije. Dana 2. svibnja 1980. Peti okružni apelacijski sud u New Orleansu utvrdio je korist Domino's Pizze.
Godine 1998., nakon 38 godina vlasništva, osnivač Domina Tom Monaghan najavio je umirovljenje, prodao 93 posto tvrtke Bain Capitalu, Inc., za oko 1 milijardu dolara i prestao je biti uključen u svakodnevno poslovanje tvrtke. Godinu dana kasnije, tvrtka je Davea Brandona imenovala svojim izvršnim direktorom.

### Širenje van SAD-a
Dana 12. svibnja 1983. Domino's je otvorio svoju prvu međunarodnu trgovinu, u Winnipegu, Manitoba, Kanada. Iste godine Domino je otvorio svoju 1000. trgovinu, prvu u Vancouveru u Washingtonu. Godine 1985. lanac je otvorio svoju prvu trgovinu u Ujedinjenom Kraljevstvu u Lutonu. Također, 1985. godine Domino's je otvorio svoju prvu trgovinu u Tokiju u Japanu. Godine 1993. postali su druga američka franšiza otvorena u Dominikanskoj Republici i prva otvorena na Haitiju, pod vodstvom poduzetnika Luisa de Jesúsa Rodrígueza. Do 1995. godine Domino se proširio na 1.000 međunarodnih lokacija. Godine 1997. Domino's je otvorio svoju 1500. međunarodnu lokaciju, otvorivši sedam trgovina u jednom danu na pet kontinenata. Do 2014. tvrtka je narasla na 6000 međunarodnih lokacija i planirala se proširiti u rodno mjesto pizze, u Italiju; to je postignuto 5. listopada 2015. u Milanu, s njihovom prvom talijanskom lokacijom. Izvršni direktor Patrick Doyle u svibnju 2014. rekao je da će se tvrtka tamo usredotočiti na svoj model isporuke.
U veljači 2016. Domino's je otvorio svoju 1000. trgovinu u Indiji. Izvan Sjedinjenih Država Indija ima najveći broj Dominovih prodajnih mjesta na svijetu.
Godine 1995. godine Domino's Pizza ušla je u Kinu preko grupe za brzu hranu Pizza Vest, koja je također posjedovala prava na upravljanje Domino's Pizzom u 11 zemalja jugoistočne Azije.
- Domino's Pizza u Oak Hill, Virginia, SAD
- Domino's Pizza u Nieuw-Vennepu, Nizozemska
- Interijer trgovine Domino's Pizza
- Domino's Pizza u Tuxtla Gutiérrez, Chiapas, Meksiko
- Domino prodajno mjesto u Hyderabadu u Indiji

## Domino's u Hrvatskoj
U Hrvatsku je ovaj lanac restorana stigao 2020. godine, a njihov prvi restoran je otvoren u Zagrebu, u Ulici kneza Mislava. U ponudi je 18 vrsti pizza dostupnih u tri veličine: classic (promjer 25 cm), large (29 cm) i grande (34 cm). Neke od pizza su karakterističe za Hrvatsku (npr. Slavonska), a neke su tipične za Domino's npr. pizza s umakom za roštilj i pizza s gljivama i ananasom. 